# Name That Tune
Name That Tune war eine Fernsehsendung, die in den USA erstmals 1953 ausgestrahlt wurde. Je zwei Kandidaten traten gegeneinander an, um den Titel und Interpreten eines Liedes zu erkennen. Dabei durfte derjenige zuerst raten, der in einem Duell der beiden Kandidaten die niedrigste Anzahl an zu spielenden Tönen nannte. Ein Orchester spielte dann die entsprechende Anzahl an Tönen, manchmal nur den ersten Ton. 
In Westdeutschland war die Sendung in den 1980er Jahren über Kabelfernsehen auf SuperChannel in englischer Sprache zu sehen. Eine deutsche Version des Sendeformats lief später auf Vox unter dem Namen Hast Du Töne?, moderiert von Matthias Opdenhövel. Seit August 2021 läuft die Musikquizshow Let the music play, die ebenfalls auf Name That Tune basiert, mit Moderator Amiaz Habtu auf Sat.1.

## Moderatoren
- 1952–1954: Red Benson
- 1954–1955: Bill Cullen
- 1955–1959: George DeWitt
- 1959–1971: Richard Hayes
- 1974–1975: Dennis James
- 1974–1981: Tom Kennedy

## Orchester und Orchesterleitung
- 1974–1976: Bob Alberti
- 1976–1979: Tommy Oliver
- 1979–1981: Stan Worth
- 1978–1981 gab es eine zweite Band, Dan Younger and the Sound System